# سیران سه‌زا
سیران سه‌زا (ارمنی: Սիրան Սեզա؛ انگلیسی: Seza زادهٔ ۹ فوریهٔ ۱۹۰۳ - درگذشته ۸ سپتامبر ۱۹۷۳) رمان‌نویس، ویراستار و روزنامه‌نگار اهل ارمنستان بود.

## زندگی‌نامه
وی با نام اصلی سیران داجاتی زاریفیان-کیوپلیان (ارمنی: Սիրան Տաճատի Զարիֆյան-Քյուփելյան) در ۱۹۰۳ در کنستانتینوپل به دنیا آمد و از دانشگاه کلمبیا فارغ‌التحصیل گشت. وی خواهر ماتئوس زاریفیان بود. وی در یریتاسارت هایوهی فعالیت می‌کرد.  وی در ۱۹۷۳ در سن ۷۰ سالگی در بیرو درگذشت.